# Arón Piper
Arón Julio Manuel Piper Barbero (Berlim, 29 de março de 1997), mais conhecido como Arón Piper ou ARON é um ator e cantor teuto-espanhol. Tornou-se conhecido por interpretar Jon no premiado filme 15 años y un día (2013) e Ander na série Original Netflix Élite. Em 2020, lançou sua primeira música autoral “Sigo”, usando seu nome artístico ARON.

## Biografia
Aron nasceu em Berlim, Alemanha a 29 de março de 1997. Com cinco anos de idade, se mudou com seus pais para Barcelona, Espanha e desde 2010 mora na costa das Astúrias, perto de Luarca.
Arón adora comédia, imita e faz as pessoas rirem. Ele frequentou aulas de teatro de 6 a 12 anos de idade. Em 2011, participou de um seminário-curso da Paramount Comedy. Em seu tempo livre, ele se dedica a escrever e cantar textos de rap e tributa as músicas nos estúdios de seus amigos.
Desde de 2018 interpreta Ander, na série Élite da Netflix.

## Filmografia
| Ano  | Título                          | Papel                 | Notas          |
| ---- | ------------------------------- | --------------------- | -------------- |
| 2004 | The Gunman                      | não mencionado        | não creditado  |
| 2011 | Maktub                          | Iñaki                 |                |
| 2012 | Fracaso escolar                 | não mencionado        | Curta-metragem |
| 2012 | Only when I have nothing to eat | Andy                  | Curta-metragem |
| 2013 | 15 años y un día                | Jon                   | Principal      |
| 2016 | La corona partida               | Fernando de Habsburgo |                |
| 2018 | Un Minuto                       | Chico                 | Curta-metragem |
| 2019 | Los Rodríguez y el más allá     | Jacobo                |                |
| 2021 | Érase una vez en Euskadi        | Maserati              |                |
| 2022 | Code Name: Emperor              | Fernando              |                |
| 2023 | Sayen                           | Antonio Torres        |                |
| 2023 | Jogo do Destino                 | Alejo                 |                |
| 2024 | El Correo                       | Iván Márquez          | Principal      |

| Ano     | Título                  | Papel          | Notas                       |
| ------- | ----------------------- | -------------- | --------------------------- |
| 2016–17 | Centro médico           | não mencionado |                             |
| 2018–21 | Élite                   | Ander Muñoz    | Principal (1ª-4ª Temporada) |
| 2019    | Derecho a Soñar         | Luis Rojas     |                             |
| 2020    | El desorden que dejas   | Iago           |                             |
| 2021    | Élite: historias breves | Ander Muñoz    | 3 episódios                 |
| 2023    | El silencio             | Sergio Ciscar  | Principal (1ª Temporada)    |

## Prêmios e indicações
| Ano  | Prêmio            | Categoria              | Trabalho nomeado                                                    | Resultado |
| ---- | ----------------- | ---------------------- | ------------------------------------------------------------------- | --------- |
| 2014 | 28th Prémios Goya | Melhor Canção Original | Rap 15 años y un día (com Pablo Salinas e Cecilia Fernández Blanco) | Indicado  |